# Ołeksijiwśke
Ołeksijiwśke (ukr. Олексіївське) – wieś na Ukrainie, w obwodzie donieckim, w faktycznie niefunkcjonującym rejonie donieckim, od 2014 pod kontrolą marionetkowej, uzależnionej od Rosji Donieckiej Republiki Ludowej. W 2001 liczyła 434 mieszkańców, spośród których 360 wskazało jako ojczysty język ukraiński, 73 rosyjski, a 1 mołdawski.